# Gălbenele
Gălbenele (Calendula officinalis) sunt o specie de plante de cultură anuală, rar bianuală, înaltă de 40–80 cm, bogat ramificată, pubescentă, cu miros balsamic puternic. Gălbenelele pot fi cultivate pretutindeni în România, fără să apară probleme de climă sau de sol. Gălbenelele fac parte din familia compozitelor (Asteraceae).

## Alte denumiri

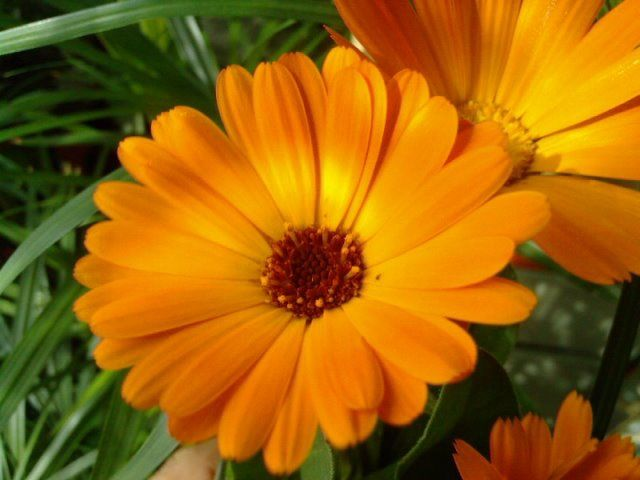
Flori de gălbenele

Gălbenele se mai numesc și rujuliță, călinică, filimică, ochi galben.

## Caractere morfologice
- Rădăcina este  pivotantă, lungă de circa 20 cm și groasă până la un centimetru[2] * Tulpina este erectă, foliată, cu 5-25 ramificații[2].
- Frunzele sunt  alterne, sesile, întregi, verde-viu, glabre; cele inferioare invers lanceolate, rotunjite la vârf, lungi până la 16 cm, iar spre partea superioară sunt din ce în ce mai îngustate și mai mici până la lanceolate[2].
- Florile sunt grupate în antodii terminale (20-50 pe o tufă); acestea au pe margine flori ligulate 15-40 la populațiile locale, 60-500 la soiuri cu inflorescențe invoalte („bătute") - „Ball's Master-price" și „Gigant Pacific" - care au și avantajul de a avea aceste flori ligulate de culoare galbenă-portocalie (cele de culoare galbenă-deschis nu sunt admise);în centru se găsesc flori tubuloase[2].
- Fructele sunt achene curbate în formă de seceră, cu mici țepi pe suprafață, fără papus[2].

## Compoziție chimică
Compoziție chimică: saponozide triterpenice având la bază derivați ai acidului glucuronil oleanolic: carotinoide dintre care licopina, a și (3-caroten, neolicopina A, rubixantina, luteina, xantofila, violaxantina, flavoxantina, crizantemaxantina etc, precum și unele poliine; flavonoizi și glicozizi flavonici: izoramnetin-3-ramnoglicozizi, rutinozizi și derivați ai cvercetolului; ulei volatil (cea 0,02%), substanțe amare cu structura nedefinită, gumirezine, mucilagii, esteri colesterinici ai acizilor lauric, miristic, palmitic și margaric; vitamina C, acid malic substanțe proteice .

## Utilizare
În terapii medicinale, gălbenelele se utilizează sub formă de infuzie, pentru uz intern în primul rând - ținta fiind ulcerul și gastritele.
Preparatele fitoterapeutice din gălbenele sunt utile în tulburările de ciclu menstrual, în afecțiunile hepatice și afecțiunile biliare. Principiile active din gălbenele se pretează pentru tratarea locală a plăgilor de diverse origini, a înțepăturilor de insecte, a degerăturilor și arsurilor, a infecțiilor localizate ale pielii, a plăgilor care se vindecă greu - plăgile atone -, în terapia acneei precum și pentru ameliorarea tenurilor uscate. Extractul din gălbenele este folosit în tratamentul pe cale naturală al giardiozei, iar după unii autori este util ca adjuvant în tratamentul ulcerului gastric și ulcerului duodenal.

## Imagini

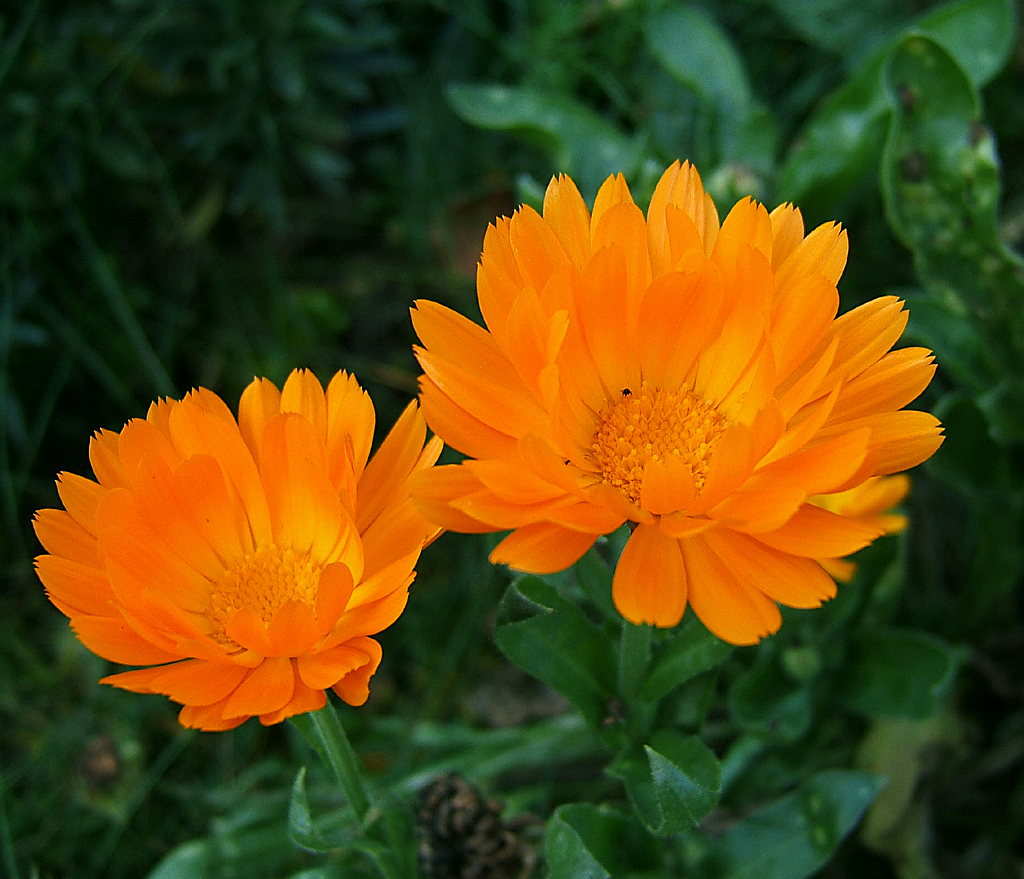
Floare
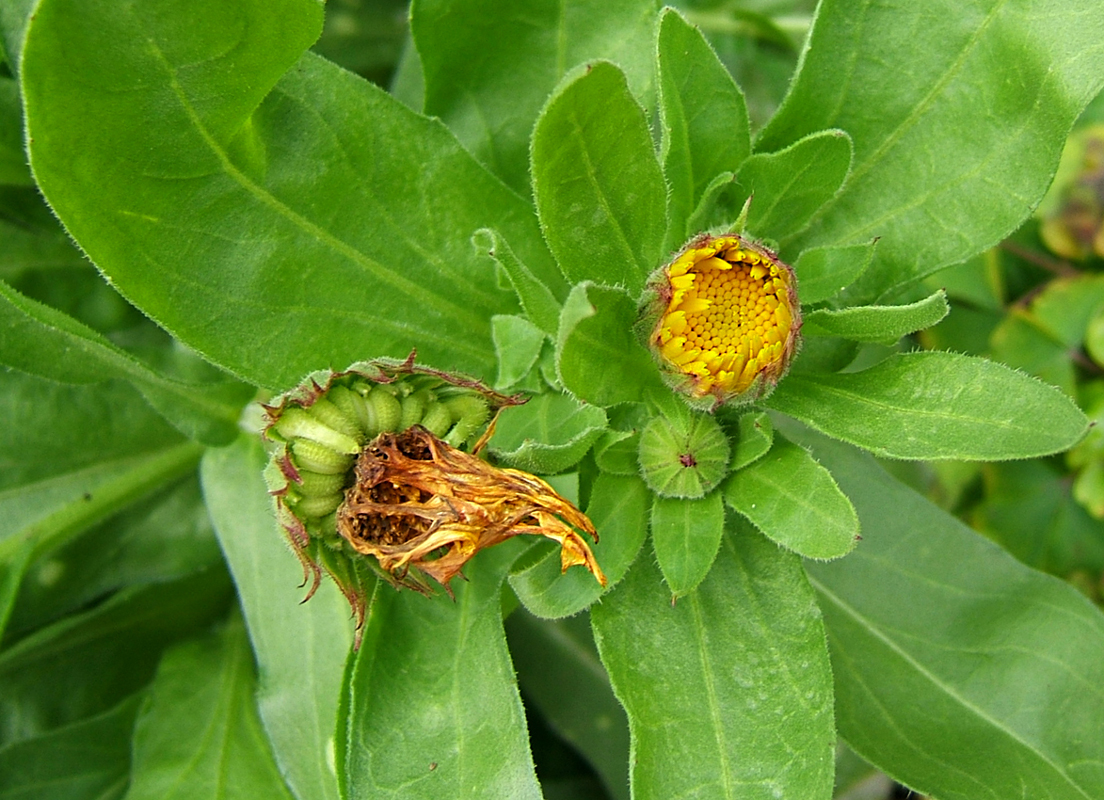
Frunze
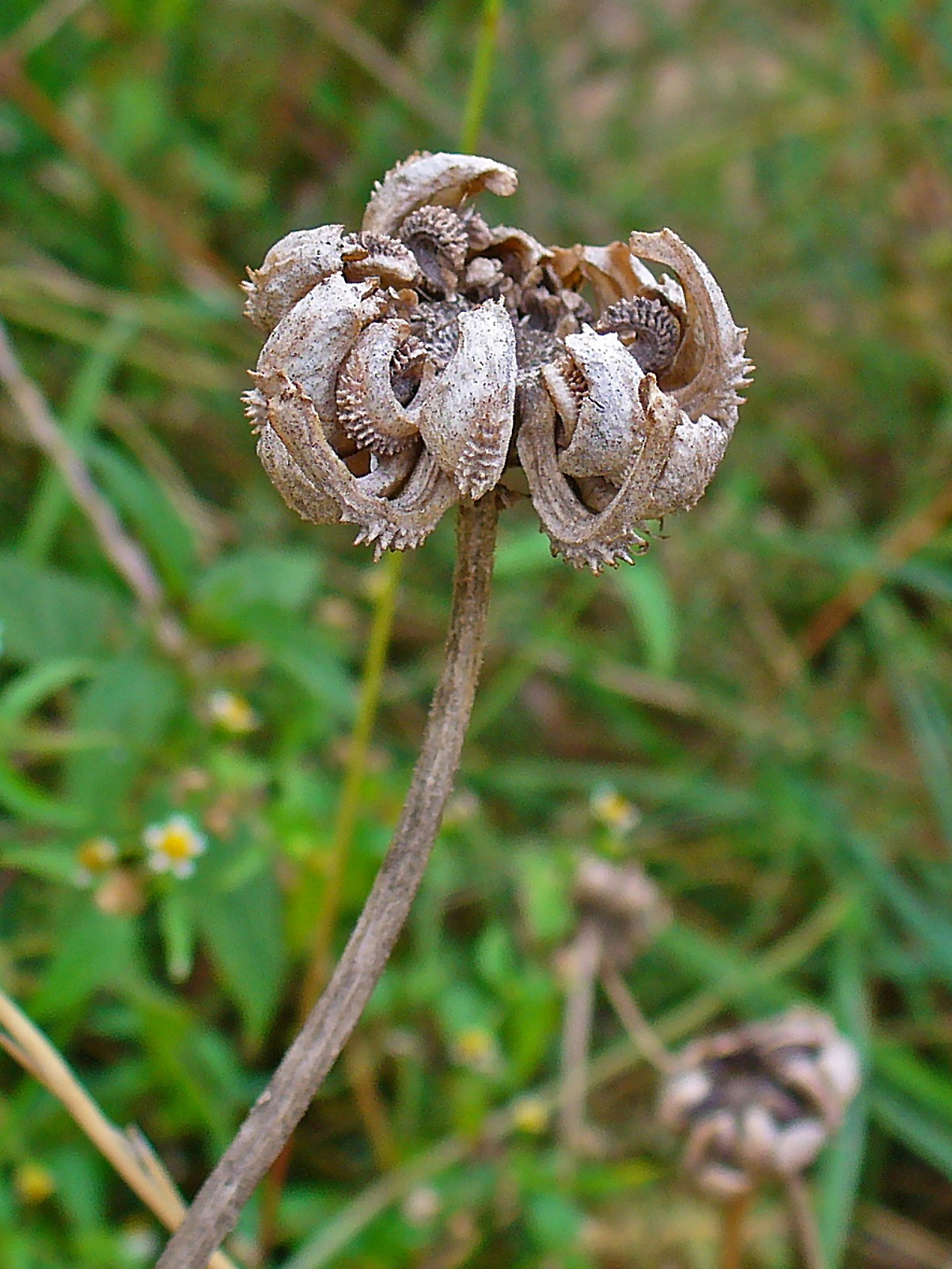
Fruct
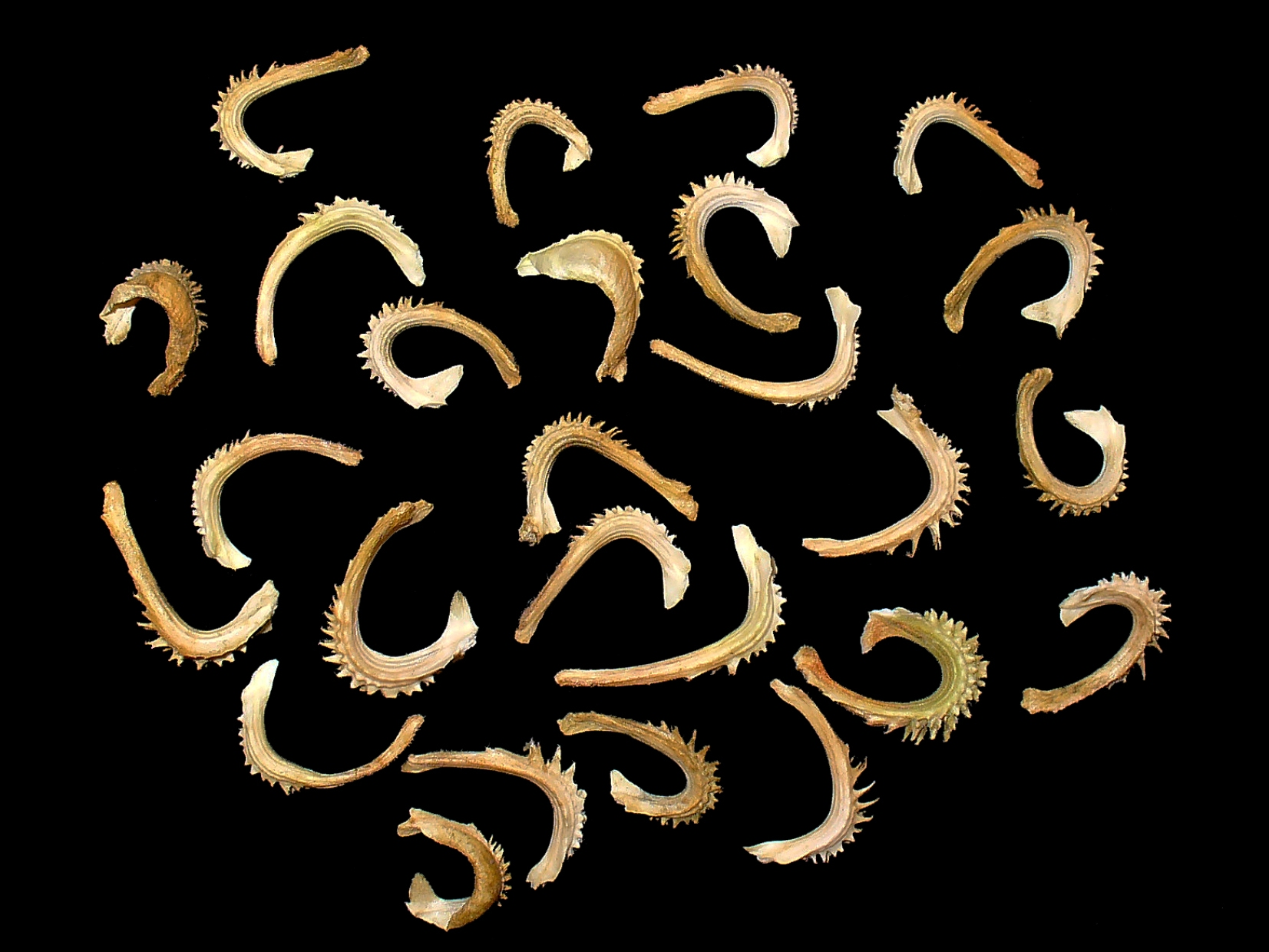
Seminţe